# Kaplon (chef de clan)
Pour l’article homonyme, voir Kaplon (clan).
Kaplon (ou Cupan) était un chef de clan hongrois, le second fils de Kond qui était l'un des sept chefs magyars, chef des tribus ayant migré en Europe centrale au IXe siècle. Il est possible que Kurszán, qui fut tué en 904, soit son frère ainé.
Après la conquête de la plaine de Pannonie par les tribus magyars en 965 (ou bien 896-907), les frères Kücsid et Kaplon s'installèrent dans le Nyírség au nord-est de l'actuelle Hongrie. Kaplon fonda alors le clan Kaplon qui fut à l'origine de plusieurs familles dont la puissante famille Károlyi.

## Sources
- János Karácsonyi: A magyar nemzetségek a XIV. század közepéig. Budapest: Magyar Tudományos Akadémia. 1900–1901.
- Gyula Kristó (editor): Korai Magyar Történeti Lexikon - 9-14. század (Encyclopedia of the Early Hungarian History - 9-14th centuries); Akadémiai Kiadó, 1994, Budapest;  (ISBN 963-05-6722-9).